# Concentrație molară
Concentrația molară este raportul dintre cantitatea (moli) unui component dintr-un amestec și volumul amestecului. Se notează cu C(i) sau Ci pentru un component oarecare i. Este o mărime dependentă de temperatură datorită dependenței de temperatură. 
Gradientul concentrației apare în formula fluxului difuzional de substanță din legile lui Fick.
Formula folosită pentru calculul concentrației molare este următoarea:
{\displaystyle \ C_{i}={\frac {n_{i}}{V}}}

## Unități de măsură
Unitatea de măsură în Sistemul internațional de unități este kmol/m3. O unitate uzuală e mol/l.

## Proprietăți

### Suma concentrațiilor
{\displaystyle {\frac {\rho }{\bar {M}}}=c=\sum _{i}c_{i}\,}

### Dependența de temperatură
Concentrația molară este o mărime dependentă de temperatură prin intermediul volumului. Pe intervale mici de temperatură dependența e:
{\displaystyle c_{i}={\frac {c_{i,T_{0}}}{1+\alpha \Delta T}},}
unde {\displaystyle c_{i,T_{0}}} e concentrația molară la o temperatură de referință, {\displaystyle \alpha } e coeficientul de dilatare termică al amestecului.

### Relația cu volumele molare parțiale
Concentrațiile molare ale componenților soluției apar în produs cu volumele molare parțiale:
{\displaystyle 1=\sum _{i}c_{i}\cdot {\bar {V_{i}}}}
Reiese din egalitatea volumelor parțiale {\displaystyle V=\sum _{i}{\bar {V_{i}}}^{0}}
cu volumul molar al soluției prin împărțirea cu volumul molar:
{\displaystyle V=\sum _{i}n_{i}\cdot {\bar {V_{i}}}=\sum _{i}m_{i}\cdot {\bar {v_{i}}}}
Volumul soluției se poate exprima și in funcție de volumele specifice parțiale:
{\displaystyle {\tilde {V}}=\sum _{i}x_{i}\cdot {\bar {V_{i}}}}

## Mărimi înrudite

### Concentrația masică
Relația între concentrația molară și concentrația masică este:
{\displaystyle {\tilde {\rho _{i}}}=C_{i}\cdot M_{i}}
Această relație poate fi demonstrată prin împărțirea la volumul amestecului (soluției) a relației dintre masa și cantitatea (moli) unui component din amestec (soluție).
{\displaystyle \rho _{i}={\frac {m_{i}}{V}}={\frac {n_{i}\cdot M_{i}}{V}}={\frac {n_{i}}{V}}\cdot M_{i}=C_{i}\cdot M_{i}}

### Fracția masică
{\displaystyle w_{i}={\frac {c_{i}M_{i}}{\rho }}}

### Fracția molară
{\displaystyle x_{i}=c_{i}\cdot M/\rho }

### Molalitatea (Concentrație molală)
{\displaystyle b_{2}={\frac {c_{2}}{\rho -c_{2}\cdot M_{2}}}\,}
b_2 molalitatea solventului, ro densitatea, M masa molară
solutul are indicele 2.
Pentru soluții multisolut, conversia este:
{\displaystyle b_{i}={\frac {c_{i}}{\rho -\sum c_{i}\cdot M_{i}}}\,}

## Gradient
Gradientul apare în legile lui Fick.